# Mallasandra Valagere Kaval, Tumkur
Mallasandra Valagere Kaval là một làng thuộc tehsil Tumkur, huyện Tumkur, bang Karnataka, Ấn Độ.